# Agestrata punctatostriata
Agestrata punctatostriata är en skalbaggsart som beskrevs av Lansberge 1880. Agestrata punctatostriata ingår i släktet Agestrata och familjen Cetoniidae. Utöver nominatformen finns också underarten A. p. tanimbarica.